# لوتز دومبروفسکی
لوتز دومبروفسکی (انگلیسی: Lutz Dombrowski؛ زادهٔ ۲۵ ژوئن ۱۹۵۹) ورزشکار پرش طول اهل آلمان بود.